# Timpson
Timpson – miasto w Stanach Zjednoczonych, w stanie Teksas, w hrabstwie Shelby.